# Ненштетен
Ненштетен (њем. Neenstetten) општина је у њемачкој савезној држави Баден-Виртемберг. Једно је од 55 општинских средишта округа Алб-Донау-Крајс. Према процјени из 2010. у општини је живјело 822 становника. Посједује регионалну шифру (AGS) 8425083.

## Географски и демографски подаци
Ненштетен се налази у савезној држави Баден-Виртемберг у округу Алб-Донау-Крајс. Општина се налази на надморској висини од 572 метра. Површина општине износи 8,3 km². У самом мјесту је, према процјени из 2010. године, живјело 822 становника. Просјечна густина становништва износи 99 становника/km².